# 平山城児
平山 城児（ひらやま じょうじ、1931年10月28日 - 2023年9月16日）は、日本文学研究者。専門は上代文学・近代文学。立教大学名誉教授。

## 略歴
京都生まれ。鎌倉育ち。作家・平山蘆江の孫。父は非凡閣の編集者などをしていた平山清郎。母は宝塚歌劇団に在籍した元タカラジェンヌで、戦後は同じ鎌倉市在住であった川端康成の『歌劇学校』の代筆をしていた平山宮子（旧姓:森下。芸名:近江ひさ子、宝塚歌劇団14期生）。
湘南高等学校卒、1954年立教大学英文科卒、1957年同大学院修士課程修了、1960年立教大学日本文学科卒、1965年同大学院博士課程中退。
立教大学一般教育部講師、1967年同助教授、1974年教授、1995年同文学部教授、1997年定年退任、名誉教授。上代文学と近代文学を研究した。
妻は立教大学の学生時代(1962)に芥川賞候補になった加藤浩子。63年卒業後の5月に結婚した。息子は作家の平山瑞穂。
2023年9月、91歳で死去したことが平山瑞穂のtwitterより伝えられた。

## 著書
- 谷崎潤一郎 福田清人編 清水書院 1966 (センチュリーブックス)
- 手紙の書き方 新版 大泉書店 1969 (大泉入門シリーズ)
- 式辞挨拶集 大泉書店 1970 (大泉入門シリーズ)
- 鴎外「奈良五十首」の意味 笠間書院 1975 (笠間選書)／中公文庫 2015
- 作家の手紙文全集 編著 ぎょうせい 1977.11
- 考証『吉野葛』 谷崎潤一郎の虚と実を求めて 研文出版 1983.5
- 現代文学における古典の受容 有精堂出版 1992.10
- 大伴旅人逍遥 笠間書院 1994.6 (笠間叢書)
- 川端康成 余白を埋める 研文出版 2003.6 (研文選書)

## 参考
- 文藝年鑑2007
- 平山城児教授年譜 (平山城児教授定年退職記念号) 立教大学日本文学 1998.1